# Jane Bartkowicz
Jane Marie Bartkowicz, coneguda com a Peaches Bartkowicz (Hamtramck, Michigan, Estats Units, 16 d'abril de 1949) fou una tennista professional estatunidenca durant la dècada del 1960.
Va tenir una curta participació en la Copa Federació, tot i que molt satisfactòria, ja que va obtenir set victòries per cap derrota, i va guanyar el títol en l'edició de 1969.
Va participar en els Jocs Olímpics de Ciutat de Mèxic (1968) en l'esdeveniment de tennis, que fou esport de demostració. Va disputar totes les proves en les quals podia participar, les tres de demostració (individual, dobles femenins amb Valerie Ziegenfuss i dobles mixts amb James Osborne) i les tres d'exhibició (individual, dobles femenins amb Valerie Ziegenfuss i dobles mixts amb Ingo Buding), aconseguint una medalla en totes (una d'or, tres d'argent i dues de bronze).
Es va retirar l'any 1971. La seva figura apareix en la pel·lícula Battle of the Sexes (2017) interpretada per Martha MacIsaac.

## Palmarès: 11 (6−4−1)

### Individual: 9 (6−3)
| Títols per superfície |
| --------------------- |
| Dura (3−1)            |
| Gespa (0−0)           |
| Terra batuda (3−2)    |

| Resultat   | Núm. | Data                | Torneig                  | Superfície   | Oponent            | Marcador      |
| ---------- | ---- | ------------------- | ------------------------ | ------------ | ------------------ | ------------- |
| Finalista  | 1.   | 1963                | Cincinnati, Estats Units | Dura         | Stephanie Defina   | 5−7, 2−6      |
| Guanyadora | 1.   | 1966                | Cincinnati               | Dura         | Peachy Kellmeyer   | 6−3, 6−3      |
| Guanyadora | 2.   | 1967                | Cincinnati (2)           | Dura         | Patsy Rippy        | 6−4, 6−1      |
| Finalista  | 2.   | 9 de maig de 1967   | Charlotte, Estats Units  | Terra batuda | Billie Jean King   | 1−6, 2−6      |
| Guanyadora | 3.   | 27 de maig de 1967  | Sacramento, Estats Units | Dura         |                    |               |
| Guanyadora | 4.   | 1968                | Toronto, Canadà          | Terra batuda | Faye Urban         | 6−3, 6−3      |
| Finalista  | 3.   | 11 de març de 1969  | Barranquilla, Colòmbia   | Terra batuda | Julie Heldman      | 7−5, 2−6, 3−6 |
| Guanyadora | 5.   | 7 de juliol de 1969 | Båstad, Suècia           | Terra batuda | Christina Sandberg | 5−7, 6−4, 6−2 |
| Guanyadora | 6.   | 2 de juliol de 1970 | Båstad (2)               | Terra batuda | Ingrid Löfdahl     | 6−1, 6−1      |

### Dobles: 6 (4−2)
| Títols per superfície |
| --------------------- |
| Dura (2−1)            |
| Gespa (0−0)           |
| Terra batuda (2−0)    |
| Moqueta (0−1)         |

| Resultat   | Núm. | Data                | Torneig                  | Superfície   | Parella            | Oponents                                | Marcador      |
| ---------- | ---- | ------------------- | ------------------------ | ------------ | ------------------ | --------------------------------------- | ------------- |
| Guanyadora | 1.   | 1966                | Cincinnati, Estats Units | Dura         | Peachy Kellmeyer   | Patsy Rippy Becky Vest                  | 6−1, 6−4      |
| Guanyadora | 2.   | 1967                | Cincinnati (2)           | Dura         | Patsy Rippy        | Pixie Lamm Marilyn Aschner              | 6−3, 6−0      |
| Finalista  | 1.   | 27 de maig de 1967  | Sacramento, Estats Units | Dura         | Sue Shrader        | Valerie Ziegenfuss Stephanie Grant      | 6−8, 7−9      |
| Guanyadora | 3.   | 7 de juliol de 1969 | Båstad, Suècia           | Terra batuda | Eva Lundquist      | Christina Sandberg Margareta Strandberg | 6−2, 6−4      |
| Guanyadora | 4.   | 2 de juliol de 1970 | Båstad (2)               | Terra batuda | Ana María Arias    | Kathleen Harter Eva Lundquist           | 6−4, 6−4      |
| Finalista  | 2.   | 18 de març de 1971  | Detroit, Estats Units    | Moqueta (i)  | Judy Tegart-Dalton | Mary-Ann Eisel Valerie Ziegenfuss       | 2−6, 6−2, 6−3 |

### Equips: 1 (1−0)
| Resultat   | Núm. | Data               | Torneig                        | Superfície   | Equip                      | Oponents                                  | Marcador |
| ---------- | ---- | ------------------ | ------------------------------ | ------------ | -------------------------- | ----------------------------------------- | -------- |
| Guanyadora | 1.   | 25 de maig de 1969 | Copa Federació, Atenes, Grècia | Terra batuda | Julie Heldman Nancy Richey | Margaret Court Kerry Melville Judy Tegart | 2−1      |

## Trajectòria

### Individual
| Open d'Austràlia | A  | A  | A  | A  | A  | A  | A  | A  | 0 / 0 | 0 − 0  |
| Roland Garros | A  | A  | A  | A  | A  | 2R | 1R | A  | 0 / 2 | 1 − 2  |
| Wimbledon | A  | 1R | A  | A  | 2R | 3R | 3R | 1R | 0 / 5 | 5 − 5  |
| US Open | 2R | 3R | 3R | QF | QF | QF | 2R | A  | 0 / 7 | 18 − 7 |
| Llegenda: G: Guanyadora; F: Finalista; SF: Semifinalista; QF: Quarts de final; Q: Qualificació; A: Absent; RR: Round Robin |    |    |    |    |    |    |    |    |       |        |

### Dobles
| Open d'Austràlia | A  | A  | A | A  | A  | A  | A  | 0 / 0 | 0 − 0  |
| Roland Garros | A  | A  | A | A  | QF | 3R | A  | 0 / 2 | 6 − 2  |
| Wimbledon | A  | A  | A | 1R | QF | 2R | 2R | 0 / 4 | 6 − 4  |
| US Open | QF | 3R | A | QF | QF | A  | A  | 0 / 4 | 11 − 4 |
| Llegenda: G: Guanyadora; F: Finalista; SF: Semifinalista; QF: Quarts de final; Q: Qualificació; A: Absent; RR: Round Robin |    |    |   |    |    |    |    |       |        |